# Slender – The Arrival
Slender – The Arrival (auch Slender: The Arrival oder Slender The Arrival geschrieben) ist ein First-Person-Survival-Horror-Computerspiel, das von Blue Isle Studios in Kooperation mit Parsec Productions entwickelt und am 26. März 2013 von Blue Isle Studios für Windows und macOS veröffentlicht wurde. Am 23. September 2014 wurde das Spiel von Midnight City für PlayStation 3, am 24. September 2014 für Xbox 360, am 24. März 2015 für PlayStation 4, am 25. März für Xbox One, am 25. Oktober 2015 für Wii U und am 20. Juni 2019 für Nintendo Switch veröffentlicht. Am 13. Oktober 2021 wurde das Spiel für Android und iOS veröffentlicht. Am 18. Oktober 2023 erschien in Form eines kostenfreien Updates ein Remake des Spiels auf Basis der Unreal Engine 5 für Windows, PlayStation 5 und Xbox Series.
Es ist ein offizieller kostenpflichtiger Nachfolger zu Slender – The Eight Pages (2012).

## Handlung
Slender – The Arrival handelt von der Geschichte zweier Freunde aus Kindertagen, Lauren und Kate (vermutlich das junge Mädchen, das auf den acht Seiten zu sehen ist). Kate verkauft ihr Elternhaus außerhalb des Oakside Parks.
Als Antwort auf mehrere verstörende Briefe, die Kate ihr geschickt hatte, kommt Lauren zu ihrer Freundin und bringt eine Videokamera mit. Lauren, deren Auffahrt von einem umgestürzten Baum blockiert wird, verlässt ihr Auto an der Straße und geht zu Fuß zum vertrauten Haus. Unterwegs kommt sie an einem anderen Auto vorbei (wem das Auto gehört, ist unbekannt). Als die Sonne hinter ihr untergeht, entdeckt Lauren Kates Haus mit angelehnten Türen; Möbel und Habseligkeiten sind zerlegt. Nachdem Lauren das Haus sorgfältig nach einer Taschenlampe und dem Schlüssel für Kates Zimmer durchsucht und eine Taschenlampe gefunden hat, lässt sie sich darauf ein. Kritzeleien einer bedrohlichen Gestalt und eindringliche Botschaften zieren die Wände. Der Schrei einer Frau aus einem zerbrochenen Fenster lässt sie in Panik geraten. Lauren sucht verzweifelt nach ihrer Freundin und geht in den bewaldeten Park hinter dem Haus. Sie aktiviert drei Generatoren, um den Weg zu erhellen und findet ein verbranntes Bauernhaus. Darin ist Charlie Matheson Jr., ein Junge, der vor Jahren verschwunden war und jetzt deformiert ist. Er verschwindet, als Lauren sich ihm nähert.
Lauren durchsucht ziellos das Waldgebiet nach Hinweisen auf den Verbleib ihrer Freundin und findet nur mehr von den gekritzelten Zeichnungen. Als sie sich tiefer in den Park wagt, um nach den acht Zeichnungen zu suchen, stößt sie aufgrund der Scopaesthesia auf eine große, gesichtslose Gestalt, den Slender Man. Nachdem alle Seiten gesammelt sind, rennt Lauren vor Slender Man davon, rutscht einen Damm hinunter und schlägt sich den Kopf, was sie ohnmächtig werden lässt.
Sie erlangt einige Stunden später (am Morgen) ihr Bewusstsein wieder und ist desorientiert. Lauren, die immer noch nach Kate sucht, stößt auf eine alte, verlassene Kohlenmine. Verschiedene alte Papierschnipsel enthüllen, dass die Mine aufgegeben wurde, und führen scheinbar willkürliche und ungeklärte Angriffe auf die Besatzung und die Schließung der Mine zurück. Ein Fluchtweg wurde umrissen, bleibt aber aufgrund von Inaktivität funktionsunfähig. Lauren versucht, den Notlift zu reaktivieren, indem sie die sechs Generatoren aktiviert, die ihn antreiben. Ihr Fortschritt wird durch den Angriff einer jungen Gestalt behindert, die als Chaser bekannt ist und Angst vor dem Licht und Laurens Taschenlampe zu haben scheint. Sie trägt ein blutüberströmtes weißes Kapuzen-Sweatshirt und eine weiße Maske. Das lange schwarze Haar des Jägers ist das einzige erkennbare Merkmal, das nicht getarnt bleibt. Slender Man versucht später, Lauren in der Mine anzugreifen.
Lauren schafft es, sowohl dem Chaser als auch dem Slender Man zu entkommen und mit dem Lift aus der Mine zu entkommen. Sie bewegt sich weiter vorwärts und erreicht einen kleinen Außenposten für die jetzt verlassene Bergbaustätte. Darin entdeckt sie einen kleinen Fernseher, der zusammen mit zwei anderen Bändern ein Video abspielt. Die Intrige macht sie fertig, Lauren sieht sich das Video an. Auf dem Bildschirm sieht sie, wie Kate hastig auf Papieren kritzelt. Kate hält an, schnappt sich ihre Kamera und nachdem sie entdeckt hat, dass der Slender Man versucht, einzusteigen, beginnt sie, alle Türen und Fenster im Haus zu schließen. Trotzdem schafft Slender Man es, hineinzukommen. Kate rennt zurück in ihr Zimmer, in dem plötzlich Slender Man auftaucht. Kate scheint aus dem Schlafzimmerfenster zu springen, bevor das Band plötzlich endet. Das zweite Band zeigt Carl Ross (kurz: CR), einen Freund von Kate, der eine Farm untersucht, auf der er ein Flaschenzugsystem repariert, Gaskanister findet, um einen Generator anzutreiben, und nach einem Schlüssel sucht, der zum Aufschließen eines Tores zu einer Kapelle benötigt wird. Charlie verfolgt ihn auf Schritt und Tritt und jagt ihn schließlich weg. Das dritte Band zeigt Charlie beim Spielen an einem Strand. Nachdem er eine Spur von Spielzeugzügen gesammelt hat, die ihn in den Wald führen, wird er von Slender Man gefangen. Lauren gehorcht einer Nachricht an der Wand gegenüber dem Fernseher und geht den Berghang hinauf in Richtung eines Funkturms. Hinter jeder Kurve versucht Slender Man, Lauren mit zunehmender Wildheit zu fangen, während sie Feuer und fallenden Bäumen in einem brennenden Wald ausweicht. Lauren entkommt ihrem Angreifer knapp in den Fluren des Funkturmgebäudes und sucht nach einem Schlüssel, der zum Aufschließen einer Tür benötigt wird. Die Batterien ihrer Taschenlampe sind leer, als sie durch die Tür fährt und feststellt, dass sie eine Sackgasse erreicht hat, in der sich ein verbrannter Körper (möglicherweise CR), ein Feuer und eine Kamera mit der Aufzeichnung von zwei in Panik geratenen Personen befinden. Kurz nach dem Hören wird der Korridor dunkel und Charlie rennt auf Lauren zu, begleitet von blitzenden Bildern von Charlie, bevor er sich verdunkelt.

## Spielprinzip
Der Spieler steuert Lauren durch insgesamt sieben (Prolog und Bonuslevel nicht miteinberechnet; vor einem kostenlos herunterladbaren DLC, der bei der Konsolenversion standardmäßig enthalten ist, waren es fünf) Level, in denen es jeweils unterschiedliche Missionen zu erledigen gibt. Die Level können nach Beenden im Menü bei Belieben erneut gespielt werden. Innerhalb dieser Level sind insgesamt 50 verschiedene Notizen bzw. Gemälde, sogenannte „scrapbook items“, versteckt, die vom Spieler eingesammelt und später im Menü des Spiels eingesehen werden können und für die Handlung ggf. von Bedeutung seien können. Im Gegensatz zu seinem Vorgänger sind in The Arrival nun mehr NPCs als nur der Slender Man enthalten, die Lauren auf ihrer Reise beim Voranschreiten hindern. Mithilfe ihrer Taschenlampe kann Lauren im Dunklen sehen und einen NPC anleuchten. Das Spiel wird aus der Sicht der Kamera aufgenommen; Links auf dem Bildschirm ist eine Batterieanzeige, die den Spielfortschritt darstellt. In der Mitte wird der Zoomregler und rechts die abgelaufene Zeit seit Spielbeginn eingeblendet. Diese Informationen können per Knopfdruck ausgeschaltet werden.
Das Spiel enthält drei Schwierigkeitsgrade, „EASY“, „NORMAL“ und „HARDCORE“, wobei letzterer beim erstmaligen Durchspielen des Spieles freigeschaltet wird. Die Schwierigkeitsgrade unterscheiden sich lediglich beim Verhalten der NPCs sowie der Anzahl der Versuche vor dem Game over sowie der Tatsache, dass der Spieler im Level „INTO THE ABYSS“ im HARDCORE-Modus neben dem Finden von sechs Generatoren zusätzlich jeweils einen Gaskanister zum Aktivieren dieser benötigt.

## Entwicklung
Slender – The Arrival wurde von Blue Isle Studios in Kooperation mit Parsec Productions für Microsoft Windows und macOS entwickelt und später von Midnight City für PlayStation 3, PlayStation 4, Xbox 360, Xbox One, Wii U und Nintendo Switch portiert.
Acht Screenshots wurden auf der offiziellen Website des Spiels veröffentlicht, gefolgt von vier auf der von Blue Isle Studios. Am 23. Dezember 2012 wurde ein Trailer für das Spiel veröffentlicht.
Am 9. Februar 2013 wurde das Spiel zum Early Access freigegeben. Menschen, die das Spiel vorbestellten, erhielten es zum halben Preis.
Am 1. Oktober 2021 kündigte Blue Isle Studios an, dass das Spiel am 13. Oktober desselben Jahres für Android und iOS veröffentlicht werden soll, wobei der erste Level für alle kostenlos zur Verfügung stehen soll.

## Rezeption

### Zeitgenössisch
Slender – The Arrival erhielt zu Veröffentlichung größtenteils durchschnittliche, vereinzelt auch positive, Bewertungen von verschiedenen Fachmagazinen. Auf der Bewertungswebsite Metacritic hält die PC-Fassung, basierend auf 30 Bewertungen, einen Metascore von 65 von 100 möglichen Punkten. Als häufigste Kritikpunkte wurden die relativ kurze Spielzeit und das repetitive Gameplay genannt. Das deutsche Onlinemagazin 4Players bewertete die PC-Version von Slender – The Arrival im Jahr 2013 mit 85 von 100 möglichen Punkten und schrieb „Slender bietet eine der intensivsten Horror-Erfahrungen, die man derzeit erleben kann!“.

### Retrospektiv
Im Jahr 2019, mehr als 6 Jahre nach der offiziellen Veröffentlichung der PC-Version, testete das Online-Videospielmagazin gamingnerd die Nintendo-Switch-Version von Slender – The Arrival. Gelobt wurden unter anderem die gute Atmosphäre sowie die passende Soundkulisse. Kritisiert wurde die „unleserliche Schrift im Handheld-Modus“ und „diverse unschöne Grafikfehler“.